# Руді Штріттіх
Рудольф «Руді» Штріттіх (нім. Rudolf "Rudi" Strittich, 3 березня 1922, Штайр — 11 липня 2010) — австрійський футболіст, що грав на позиції півзахисника, зокрема за клуб «Ферст Вієнна», а також національну збірну Австрії. По завершенні ігрової кар'єри — тренер.

## Клубна кар'єра
Починав грати у футбол наприкінці 1930-х років за команду «Форвартс» з рідного Штайра. Після аншлюсу Австрії Третім Рейхом продовжив виступи на футбольному полі у різних змаганнях на теренах Німеччини. Спочатку протягом 1938—1942 грав за «Грасліц» у першості Судетів, згодом до 1944 року виступав за команду «Ферст Вієнна» у Гаулізі Донау-Альпенланд, а наприкінці Другої Світової війни — за берінську «Герту». При цьому 1944 року став переможцем Гауліги Донау-Альпенланд, що прирівнюється до здобуття титулу чемпіона Австрії.
У повоєнні роки повернувся до клубу «Ферст Вієнна», за який відіграв п'ять сезонів в австрійській першості, маючи середню результативність на рівні 0,4 гола за гру чемпіонату. У складі віденської команди перебував у турне Близьким Сходом, після повернення з якого разом зі ще двома гравцями команди був звинувачений у контрабанді наркотичних речовин, через що отримав тримісячне ув'язнення і відсторонення від футболу на рік.
Відбувши ув'язнення, знайшов варіант продовжити футбольну кар'єру на час діючої в Австрії заборони — став гравцем колумбійського «Депортіво Самаріос». 1951 року повернувся до Австрії, де йому все ж довелося провести певний час поза футболом, адже період, проведений у Колумбії, йому зарахований не був. Протягом 1952–1953 знову грав за «Ферст Вієнна», а завершував ігрову кар'єру у французькому «Безансоні», за який виступав протягом 1953—1955 років.

## Виступи за збірну
1946 року дебютував в офіційних матчах у складі національної збірної Австрії. Протягом кар'єри у національній команді, яка тривала 4 роки, провів у її формі 4 матчі.

## Кар'єра тренера
Розпочав тренерську кар'єру відразу ж по завершенні кар'єри гравця, 1955 року, повернувшись до Австрії і очоливши тренерський штаб грацького «Штурма».
Згодом у другій половині 1950-х пропрацював по сезону у швейцарському «Базелі» і грецькому клубі «Аполлон Каламаріас».
Протягом наступних двох десятиріч тренерська кар'єра Штріттіха була майже повністю пов'язана з Данією. Уперше він прибув до країни 1961 року, прийнявши пропозицію очолити тренерський штаб місцевого «Есб'єрга». Під його керівництом команда того ж року здобула свій перший в історії титул чемпіона Данії, а наступного року повторила це досягнення.  
Протягом 1962–1963 років тренер повертався на батьківщину, де тренував «Форвартс-Штайр», після чого знову працював у Данії. Попрацювавши 1964 року з «Віборгом», наступного року знову очолив «Есб'єрг» і відразу ж здобув із клубом свій третій титул чемпіона Данії. 
Пропрацювавши ще два роки з «Есб'єргом», очолив тренерський штаб «Ольборга», в якому пропрацював протягом 1968–1969 років. А 1970 року отримав пропозицію обійняти посаду головного тренера данської збірної. Під його керівництвом національна команда не змогла подолати відбірковий турнір на Євро-1972, посівши останнє місце у своїй групі, а згодом провалила й кваліфікацію на ЧС-1974 (також останнє місце у своїй групі). А після того, як збірна Данії не пробилася на Євро-1976, учергове посвіши останній рядок турнірної таблиці своєї відбіркової групи, у грудні 1975 року австрійський спеціаліст залишив її тренерський штаб.
Наступного року деякий час тренував іспанську команду «Реал Мурсія», після чого того ж 1976 року утретє очолив данський «Есб'єрг». 1979 року здобув на чолі цієї команди свою четверту (і п'яту в історії клубу) перемогу в данській футбольній першості.
Останнім місцем тренерської роботи була «Аустрія» (Зальцбург), головним тренером команди якого Руді Штріттіх був протягом 1980 року.
Помер 11 липня 2010 року на 89-му році життя.

## Титули і досягнення

### Як гравця
- Чемпіон Австрії (1):

«Ферст Вієнна»: 1944

### Як тренера
- Чемпіон Данії (4):

«Есб'єрг»: 1961, 1962, 1965, 1979